# Rhododendron brassii
Rhododendron brassii är en ljungväxtart som beskrevs av Herman Otto Sleumer. Rhododendron brassii ingår i släktet rododendron, och familjen ljungväxter. Inga underarter finns listade i Catalogue of Life.